# بانک توسعه صادرات ایران
بانک توسعه صادرات ایران شرکت خدمات مالی و بانکداری ایرانی است، که در زمینه ارائه خدمات بانکداری خرد، بانکداری شرکتی، مدیریت سرمایه‌گذاری و کارگزاری بورس، همچنین ارائه تسهیلات بازرگانی فعالیت می‌کند. بانک توسعه صادرات ایران ۱۹ تیر سال ۱۳۷۰ با هدف اعطای تسهیلات خرد و کلان به بازرگانان ایرانی تأسیس شد. شعبه مرکزی این بانک در تهران قرار دارد. این بانک را به‌عنوان یک بانک دولتی، تخصصی و توسعه‌ای در حوزه تأمین مالی صادرات و به عنوان اگزیم بانک ایران می‌شناسند.

## تاریخچه
به منظور ایجاد یک نهاد مالی پشتیبان برای امر صادرات و واردات و بر اساس قانون عملیات بانکی بدون ربا، اساسنامه تشکیل بانک توسعه صادرات ایران در سال ۱۳۷۰ به تصویب رسید و فعالیت آن یک سال بعد از سال ۱۳۷۱ شروع شد.

## چشم‌انداز، مأموریت
رسالت بانک توسعه صادرات ایران، با توجه به اهداف کلان اقتصادی، اجتماعی و فرهنگی کشور کمک به توسعه صادرات غیرنفتی و گسترش مبادلات تجاری و اقتصادی باسایر کشورها است.

### چشم‌انداز
بانک توسعه صادرات ایران اگزیم بانک ایران و اگزیم بانک برتر منطقه خاورمیانه و برای همگان یادآور توسعه صادرات غیرنفتی است.

### مأموریت
بانک توسعه صادرات ایران به عنوان تنها بانک تخصصی و توسعه‌ای و مجری امین سیاست‌های دولت در امر تأمین مالی و تسهیل صادرات کشور و گسترش مبادلات تجاری بین‌المللی، تلاش می‌کند تا با اتکاء به نیروی انسانی متعهد و متخصص، استفاده از سرمایه دولت و سایر منابع مالی و بهره‌گیری از استانداردها، روش‌ها و فناوری‌های نوین بانکداری، انواع خدمات بانکی و بیمه‌ای را به صادرکنندگان کالاها و خدمات ارائه دهد.

## عملیات
بانک توسعه صادرات ایران به‌عنوان بانک تخصصی صادرات-واردات در ایران فعالیت می‌کند که این نوع بانک‌ها را به اصطلاح اگزیم بانک مخفف (EXPORT IMPORT BANK) می‌نامند. از این رو این بانک به عنوان اگزیم بانک ایران شناخته می‌شود.
بانک توسعه صادرات ایران موضوعات زیر را دنبال می‌نماید:
1. اعطای تسهیلات و اعتبارات کوتاه‌مدت، میان‌مدت و بلندمدت صادراتی
2. تضمین اعتبارات صادراتی و صدور ضمانت‌نامه عهده بانک‌ها و مؤسسات مالی داخلی و خارجی برای اعطای تسهیلات مالی به فعالیت‌های صادراتی.
3. اعطای تسهیلات سرمایه‌گذاری برای پروژه‌های صادراتی در داخل و خارج از کشور.
4. اعطای تسهیلات صادراتی به خریداران کالاها و خدمات صادراتی کشور به صورت مستقیم یا غیر مستقیم از طریق بانک‌ها و مؤسسات مالی معتبر سایر کشورها.
5. اعطای اعتبارات وارداتی به واردکنندگان داخلی برای تأمین مواد اولیه و کالاهای تبدیلی جهت صادرات و همچنین ماشین‌آلات و تجهیزات مورد نیاز.
6. اعطای تسهیلات و انجام هر گونه عملی که موجب ارتقاء کیفیت و بالا بردن وضعیت رقابتی صادرات کشور می‌شود.
7. تأمین مالی مجدد تسهیلات اعطاء شده برای تولید داخلی به منظور امور صادراتی به خریداران و صادرکنندگان داخلی.
8. انجام عملیات کارگزاری نظیر کارگزاری اجرای قراردادها و موافقت‌نامه‌های بازرگانی و تجاری با دیگر کشورها و انجام هر گونه معاملات ارزی.
9. ارائه خدمات مشورتی و اطلاعاتی به صادرکنندگان و دیگر مراجع ذی‌ربط در امور صادراتی کشور.
10. اعطای تسهیلات لازم جهت حمایت و پیشبرد صنعت ترابری و گردشگری، بازاریابی، شرکت در مناقصات صادراتی، صدور گواهینامه کیفیت و مبدأ کالا و همچنین اعطای تسهیلات به منظور توسعه و گسترش صنایع دستی برای صادرات و نیز به مؤسسات و مراکز علمی و پژوهشی به منظور تشویق امر تحقیق در توسعه صادرات.
11. افتتاح و نگهداری حسابهای بانکی، خرید و فروش اوراق بهادار و اسناد معتبر تجاری، تنزیل و تنزل مجدد، تضمین اوراق و اسناد بازرگانی، چک برات و برات ارزی، قبول پرداختهای بانکی و حواله‌جات تلگرافی، خرید و فروش ارز و مسکوکات طلا و نقره، دریافت و پرداخت تسهیلات، گشایش اعتبارات اسنادی و به‌طور کلی اموری که بانک برای انجام فعالیت‌های صادراتی لازم بداند

## شعبه‌ها
بانک توسعه صادرات دارای شمار معدودی شعبه است که در تهران، مراکز استان‌ها و نیز در مناطق آزاد کشور پراکنده‌اند. شعب بانک توسعه صادرات در ۳۱ مرکز استان پراکنده شده‌است که البته در پایتخت بانضمام شعبه مرکزی ۴ شعبه دیگر نیز وجود دارد. از جمله شعبه‌های دیگر بانک توسعه صادرات در مناطق آزاد کیش و چابهار می‌توان اشاره کرد. در سال ۱۳۹۸ بانک توسعه صادرات ایران دو شعبه قشم و آستارا را تعطیل کرد. در مجموع شمار شعب این بانک ۳۸ شعبه است. ساختمان مرکزی بانک توسعه صادرات ایران در تهران، میدان آرژانتین، برج توسعه واقع است.

## بانک‌های وابسته
بانک توسعهٔ بین‌المللی یا Banco Internacional de Desarrollo C.A. (Banco Universal), مستقر در کاراکاس، ونزوئلا، و بانک مشترک (دو ملیتی) ایران-ونزوئلا یا Iran Venezuela Bi-National Bank مستقر در تهران و ایران، بانکهایی می‌باشند که تحت مالکیت عمده بانک توسعه صادرات ایران قرار دارند.

## شرکت‌های وابسته
شرکت هلدینگ گروه راهبران اقتصادی آرمان (گروه مالی توسعه) کلیه فعالیت‌های بانک و شرکت‌های تابعهٔ خود را در قالب گروه مالی توسعه با تجمیع و یکپارچه سازی ارائه می‌نماید. شرکت تأمین سرمایه دانش بنیان تمدن (بانک سرمایه‌گذاری تمدن)، صندوق سرمایه‌گذاری مشترک توسعه صادرات (مرکز سرمایه‌گذاری آنلاین iBshop)، و صرافی توسعه صادرات ایران از جمله شرکت‌های وابسته می‌باشند.

## اطلاعات مالی
| پایان سال مالی   | ‎۲۹ اسفند ۱۴۰۱ | ۲۹ اسفند ۱۴۰۰ | ۲۹ اسفند ۱۳۹۹ |
| ---------------- | ------------- | ------------- | ------------- |
| مجموع دارایی‌ها   | ۱٬۱۷۹٬۶۷۸٬۹۵۴ | ۱٬۰۴۰٬۹۴۳٬۱۷۱ | ۹۳۷٬۴۵۹٬۱۴۴   |
| مجموع بدهی‌ها     | ۹۳۸٬۱۵۶٬۸۱۴   | ۸۳۲٬۵۳۹٬۳۶۳   | ‎۷۵۸٬۰۷۰٬۳۹۱   |
| حقوق صاحبان سهام | ۲۴۱٬۵۲۲٬۱۴۰   | ۲۰۸٬۴۰۳٬۸۰۸   | ‎۱۷۹٬۳۸۸٬۷۵۳   |
| سود خالص         | ۲۰٬۰۶۱٬۷۹۸    | ۱۳٬۲۶۶٬۴۴۰    | ۲۲٬۵۱۱٬۸۵۰    |

نرخ تسعیر ۱ دلار برابر با ۲۵۰٬۰۰۰ ریال در ۲۹ اسفند ۱۴۰۱

## فرصت‌ها و تهدیدها

### تحریم
پس از ۱۶ ژانویه ۲۰۱۶، که مصادف با روز اجرای برجام است که از آن به توافق هسته‌ای ایران نیز یاد می‌شود، بانک توسعه صادرات ایران (EDBI) در حال حاضر در فهرست تحریم‌های سازمان ملل متحد (UN) یا اتحادیه اروپایی (EU) قرار ندارد. با این وجود، طبق اعلام وزارت خزانه داری ایالات متحده، دفتر کنترل دارایی‌های خارجی (OFAC) در ۱۱ مه ۲۰۱۸، بانک توسعه صادرات ایران در فهرست SDN قرار دارد که مشمول تحریم‌های ثانویه است.

### تامین مالی پروژه‌های بین‌المللی
در اردیبهشت ۱۴۰۳ طرح چند منظوره سد و نیروگاه «اوما اویا» در کشور سری‌لانکا، به ارزش بیش از ۵۰ میلیون دلار با تأمین مالی بانک توسعه صادرات ایران به بهره‌برداری ‌رسید. قرارداد ساخت این طرح عمرانی در قالب اعتبار خریدار بین بانک توسعه صادرات ایران با وزارت دارایی سریلانکا منعقد شد و شرکت ایرانی فراب نیز اجرای طرح را بر عهده گرفت. پیش از این نیز طی قراردادی بین بانک توسعه صادرات ایران و وزارت دارایی سریلانکا، تسهیلات اعتبار خریدار بالغ بر ۳۱ میلیون یورو برای اجرای طرح برق‌رسانی ۱۰۰۰ روستا پرداخت شد. طرف سریلانکایی نیز در فرایند بازپرداخت اقساط، همکاری لازم را به عمل آورده است. این بانک تنها بانک ایرانی است که توانایی ارائه تسهیلات منحصربفرد اعتبار خریدار را به صادرکنندگان کالا و خدمات فنی و مهندسی را دارد و این خدمت از بدو تأسیس بانک توسعه صادرات وجود داشته است.